# De dolle dromedaris
De dolle dromedaris is een  stripverhaal uit de reeks van Jerom, uitgegeven door de Standaard Uitgeverij in 1983.

## Locaties
- Haven, centrum, land van Duizend-en-een-nacht, markt, paleis, woestijn, paleis van de sultan

## Personages
- Jerom, havenarbeider, agent, winkelend publiek, antiquair, marktkooplui, mevrouw en haar zoontje, bediende, prinses Sjeraza, sultan El-Iris-Ligord en zijn tovenaar Sidi-Schamo-Iar, wachters, Alli-Ben-Boempa

## Het verhaal
Jerom redt een havenarbeider en krijgt als dank een tapijt. Als Jerom thuiskomt, blijkt het een vliegend tapijt te zijn en het verdwijnt in de wolken. Jerom gaat met de tijmtrotter naar het verleden in het Midden-Oosten. Hij helpt een vrouw met haar zieke zoontje en hoort dat de prinses ook hulp nodig heeft. Jerom bezoekt Sjeraza en hoort dat haar vader verdwenen is. Sultan El-Iris-Ligord en zijn tovenaar Sidi-Schamo-Iar hebben hem ontvoerd. Jerom neemt de prinses mee in de tijmtrotter, maar ze moeten een noodlanding maken. Er komt een zandstorm en de prinses wordt meegenomen door een wachter op een vliegend tapijt. In de woestijn ontmoet Jerom de dronken dromedaris Kemmeltoet, hij heeft een fles om zijn hals met drank. Samen gaan ze op zoek naar het paleis van sultan El-Iris-Ligord.
Jerom en de dromedaris proberen het paleis binnen te komen, maar Jerom wordt door een toverspreuk en een magisch schild in slaap gebracht. Kemmeltoet vlucht, maar schaamt zich al snel daarvoor. Hij besluit zijn fles drank stuk te slaan. Hij sluipt het paleis binnen en ontdekt een drank die Jerom zal laten ontwaken. Jerom krijgt de drank en ontsnapt met de prinses, maar de dromedaris wordt door een pijl geraakt. De sultan daagt Jerom uit tot een duel en verliest. De dromedaris overlijdt, maar dan blijkt het de betoverde vader van Sjeraza te zijn die zijn normale uiterlijk terugkrijgt. Dan wordt besloten dat de tovenaar en de sultan zelf een passende straf mogen bedenken. Ze verdwijnen. De prinses en haar vader nemen Jerom op een vliegend tapijt mee en zetten hem af bij de tijmtrotter. 
Jerom repareert de tijmtrotter. Op de terugweg ziet hij dat de sultan en de tovenaar het uiterlijk van dromedarissen hebben aangenomen. Ze dragen flessen om hun nek, waarmee ze reizigers in nood wat te drinken kunnen brengen. Jerom vindt dit een passende straf en vliegt naar het heden.